# Artona cuneonotata
Artona cuneonotata es una especie de polilla del género Artona, familia Zygaenidae.
Fue descrita científicamente por Leech en 1898.